# Mofu du Nord
Pour les articles homonymes, voir Mofu.
Le mofu du Nord (ou douvangar, mofu-douvangar, mofu-nord) est une langue tchadique du groupe biu-mandara, parlée dans l'Extrême-Nord du Cameroun, le département du Diamaré, les massifs montagneux au sud de Meri.
En 1982 on dénombrait environ 27 500 locuteurs.